# Триади Фаузи Сидик
Триади Фаузи Сидик (инд. Triady Fauzi Sidiq; Чимахи, 29. септембар 1991) индонезијски је пливач чија специјалност су трке мешовитим и слободним стилом на 100 и 200 метара. Вишеструки је рекордер Индонезије у тркама слободним, делфин и мешовитим стилом. 
Најбоље резултате у каријери остваривао је на локалним такмичењима у југоисточној Азији, а у неколико наврата представљао је своју земљу и на Азијским играма. 
Наступао је и на светским првенствима у Барселони 2013, Будимпешти 2017. и Квангџуу 2019, а најбољи резултат му је било 34. место у трци на 200 мешовито у Будимпешти.